# Paulo Evaristo Arns
Paulo Evaristo Arns (ur. 14 września 1921 w Forquilhinha, zm. 14 grudnia 2016 w São Paulo) – brazylijski biskup rzymskokatolicki, franciszkanin, biskup pomocniczy São Paulo w latach 1966–1970, arcybiskup metropolia São Paulo w latach 1970–1998, kardynał prezbiter w latach 1973–2016, w tym w latach 2012–2016 protoprezbiter Kolegium Kardynalskiego. Był w Kościele jednym z obrońców teologii wyzwolenia.

## Życiorys
Urodził się 14 września 1921 w miejscowości Forquilhinha w stanie Santa Catarina w rodzinie Gabriela Arnsa i Heleny Steiner. Do zakonu franciszkanów wstąpił 9 grudnia 1939 w brazylijskiej Prowincji Niepokalanego Poczęcia. Pierwszą profesję złożył 10 grudnia 1940, a śluby wieczyste 10 grudnia 1943. Kształcił się w zakonnych domach nauki w Brazylii (m.in. we franciszkańskim Instytucie Teologicznym w Petrópolis), potem uzupełniał studia na paryskiej Sorbonie. Święcenia kapłańskie przyjął 30 listopada 1945. Wykładał w kilku zakonnych instytucjach edukacyjnych (w tym w instytucie w Petrópolis), a także na Uniwersytecie Katolickim w Petrópolis, zajmował się ponadto miesięcznikiem religijnym „Sponsa Christi” oraz franciszkańskim centrum wydawniczym Vozes w Petropolis. Pełnił funkcje we władzach zakonu.
2 maja 1966 został mianowany biskupem pomocniczym archidiecezji São Paulo ze stolicą tytularną Respecta. Święceń biskupich udzielił mu 3 lipca 1966 kardynał Agnelo Rossi, arcybiskup São Paulo. W październiku 1970, po przejściu kardynała Rossiego do pracy w Kurii Rzymskiej, został promowany na arcybiskupa São Paulo.
5 marca 1973 papież Paweł VI mianował go kardynałem, nadając mu tytuł prezbitera S. Antonio da Padova in via Tuscolana. Kardynał Arns brał udział w obu konklawe w 1978, w sesjach Światowego Synodu Biskupów w Watykanie, sesjach plenarnych Kolegium Kardynałów w Watykanie oraz konferencjach generalnych Episkopatów Latynoamerykańskich (1979, 1992). Uczestniczył w pracach sekretariatu generalnego Światowego Synodu Biskupów.
W kwietniu 1998 w związku z osiągnięciem wieku emerytalnego zrezygnował z rządów archidiecezją São Paulo. Jeszcze do maja 1998 pełnił funkcję administratora apostolskiego. Został ostatecznie zastąpiony przez Cláudia Hummesa. We wrześniu 2001 ukończył 80 lat i utracił tym samym prawo udziału w kolejnych konklawe.
Udzielił sakry biskupiej m.in. przyszłemu kardynałowi Geraldowi Agnelowi (1978), wówczas mianowanemu biskupem Toledo (Brazylia).

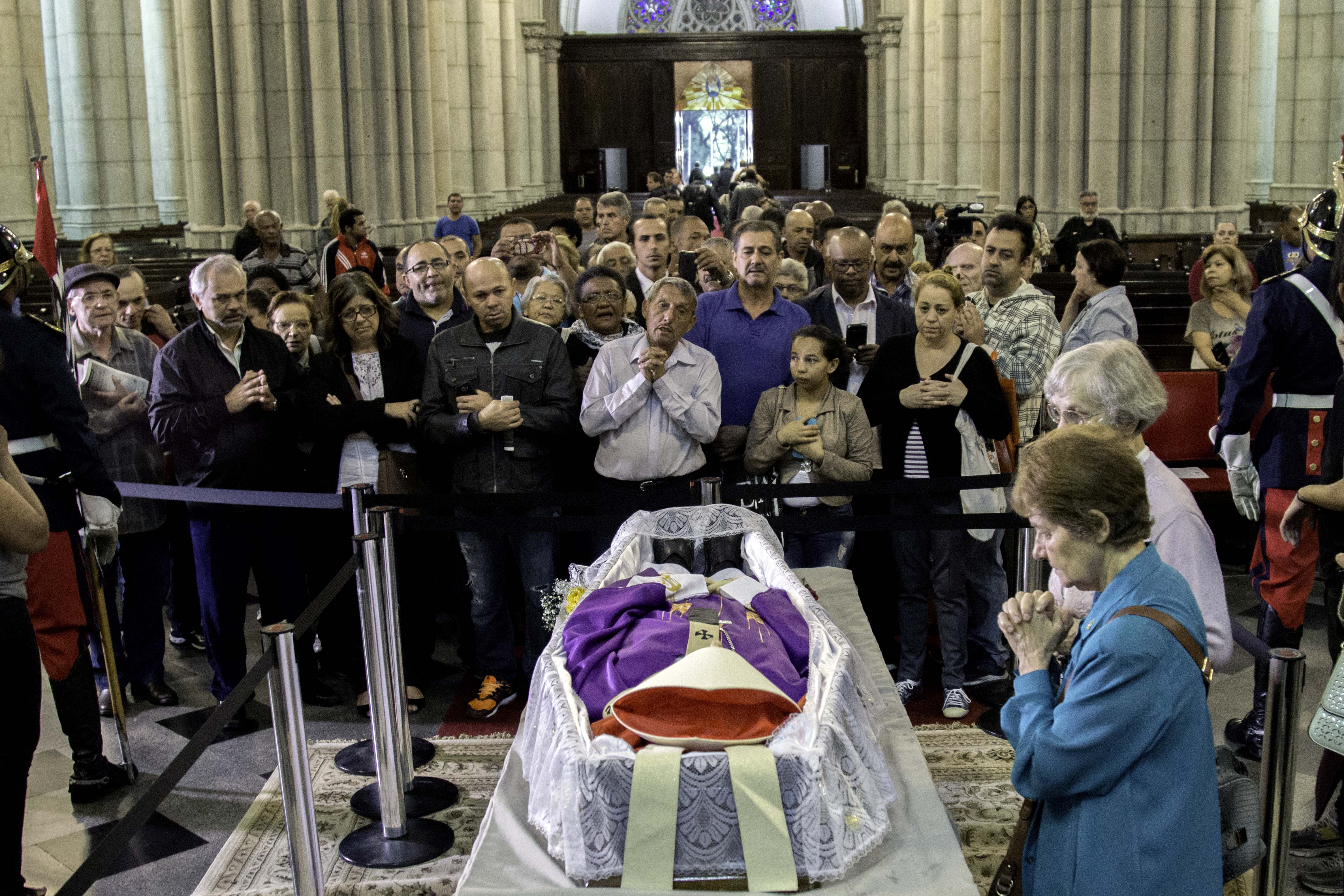
Paulo Evaristo Arns Zmarł 14 grudnia 2016 w szpitalu we São Paulo

Od śmierci kardynała Eugênia de Araúja Salesa w lipcu 2012 do zgonu w dniu 14 grudnia 2016 przysługiwał mu tytuł kardynała protoprezbitera (najstarszego rangą kardynała prezbitera). Od śmierci Williama Bauma 24 lipca 2015 był ostatnim żyjącym kardynałem z nominacji Pawła VI. Żyjący wówczas emerytowany papież Benedykt XVI również został nominowany przez Pawła VI, ale po wyborze na papieża przestał być kardynałem. Po śmierci Arnsa Benedykt XVI pozostawał także jedynym żyjącym uczestnikiem obu konklawe w 1978.
Zmarł 14 grudnia 2016 w szpitalu w São Paulo.

## Obrona teologii wyzwolenia
W 1968, podczas Konferencji Biskupów Ameryki Łacińskiej w Medellín, Arns poparł fundamentalną zasadę teologii wyzwolenia – „preferencyjną opcję na rzecz ubogich”. W 1984 uczestniczył wraz z innymi brazylijskimi hierarchami w spotkaniach w Rzymie, gdy teolog Leonardo Boff – czołowa postać ruchu teologii wyzwolenia i były uczeń Arnsa – został poddany ocenie przez kardynała Josepha Ratzingera (późniejszego papieża Benedykta XVI), ówczesnego prefekta Kongregacji Nauki Wiary. Boff stwierdził, że nie uważał siebie za główny cel watykańskiego dochodzenia, lecz wskazywał na całość Kościoła w Brazylii i jego zaangażowanie na rzecz ubogich. Arns przewidywał, że przesłuchanie nie doprowadzi do „kapitulacji”, ponieważ – jak stwierdził – „wyzwolenie ubogich to dążenie zakorzenione w ludzkiej godności, a przesłanie wyzwolenia stanowi istotę chrześcijaństwa”. Jeden z historyków określił to wydarzenie nie jako „ćwiczenie z zakresu zawiłej semantyki teologicznej, lecz debatę o przyszłości Kościoła w Brazylii”. Arns oraz kardynał Aloisio Lorscheider z Fortalezy wzięli udział w części czterogodzinnego spotkania Ratzingera z Boffem, po uprzednim odrzuceniu ich prośby o udział w całym posiedzeniu. Późniejsze rozmowy brazylijskich hierarchów, w tym Arnsa, z papieżem Janem Pawłem II przyczyniły się do częściowego złagodzenia konfliktu. W 1986 Arns wygłosił pojednawcze oświadczenie, w którym poparł papieskie napomnienie, by duchowni nie angażowali się bezpośrednio w działalność polityczną, jednocześnie broniąc zaangażowania Kościoła na rzecz grup społecznych pozbawionych wpływu, takich jak chłopi, ludność rdzenna, robotnicy oraz mieszkańcy miejskich slumsów.
Arns konsekwentnie wspierał rozwój ruchu wspólnot podstawowych, wywodzącego się z zaangażowania na rzecz preferencyjnej opcji dla uciśnionych i ubogich. Zachęcał zgromadzenia zakonne w São Paulo do przeniesienia swojej działalności z prowadzonych przez nie szkół i szpitali dla klasy średniej w centrum miasta na obrzeża, gdzie żyły miliony zmarginalizowanych osób. W odniesieniu do obowiązku wstrzemięźliwości od spożywania mięsa w wyznaczone dni przez katolików, Arns mówił ubogim, że w takie dni „jeśli uda im się zdobyć mięso, co jest rzadkością, powinni je zjeść i uczynić coś dobrego tego dnia, ponieważ niejedzenie mięsa nie jest istotą sprawy”. Swoje stanowisko uzasadniał słowami: „Prawo kanoniczne daje mi pełne uprawnienia do udzielania dyspensy od obowiązku wstrzemięźliwości; nie ma w tym żadnego problemu”.

## Odznaczenia
- Order Zasługi dla Kultury (Brazylia)[12]